# ЮАС на летних Олимпийских играх 1936
ЮАС принимал участие в Летних Олимпийских играх 1936 года в Берлине (Германия) в восьмой раз за свою историю, и завоевал одну серебряную медаль.

## Серебро
Бокс, мужчины, 54-57 кг — Чарльз Кэтерол.

## Результаты соревнований

### Академическая гребля
Соревнования в академической гребле на Играх 1936 года проходили с 11 по 14 августа. В следующий раунд из каждого заезда проходили несколько лучших экипажей (в зависимости от раунда и дисциплины). В финал выходили 6 сильнейших экипажей.
Мужчины
| Соревнование | Спортсмены | Предварительный заезд | Предварительный заезд | Предварительный заезд | Отборочный заезд | Отборочный заезд | Отборочный заезд | Полуфинал            | Полуфинал            | Полуфинал            | Финал                | Финал                |
| Соревнование | Спортсмены | Заезд                 | Время                 | Место                 | Заезд            | Время            | Место            | Заезд                | Время                | Место                | Время                | Место                |
| ------------ | ---------- | --------------------- | --------------------- | --------------------- | ---------------- | ---------------- | ---------------- | -------------------- | -------------------- | -------------------- | -------------------- | -------------------- |
| одиночки     | Уолтер Юл  | 3                     | 7:56,6                | 5                     | 2                | 8:04,7           | 4                | завершил выступление | завершил выступление | завершил выступление | завершил выступление | завершил выступление |